# Umbellinaceae
Umbellinaceae (stariji naziv Umbellaceae), problematična porodica svrstana u vlastiti red Umbellinales, koja se vodila kao dio razreda Charophyceae. Danas se rod Umbella vodi pod eukariote, a njezin novi naziv je Umbellina A.R. Loebl. & Tappan.

## Rodovi
- Biumbella Mamet
- Costatumbella O.I.Berchenko, 1974
- Elenia B.V.Pojarkov, 1965
- Eoumbella V.A.Platonov, 1974
- Planoumbella V.A.Platonov, 1974
- Protoumbella B.L.Mamet, 1970
- Quasiumbella B.V.Pojarkov, 1965
- Quasiumbelloides O.I.Berchenko, 1971
- Spinumbella V.A.Platonov, 1974
- Umbella